# Ненеха
Ненеха — река в России, протекает в Белохолуницком районе Кировской области. Устье реки находится в 24 км по левому берегу реки Чёрная Холуница. Длина реки составляет 18 км.
Исток реки в лесу в 32 км к северо-востоку от города Белая Холуница. Река течёт на северо-восток по ненаселённому, заболоченному лесному массиву. Впадает в Чёрную Холуницу у посёлка Каменное (Троицкое сельское поселение).

## Данные водного реестра
По данным государственного водного реестра России относится к Камскому бассейновому округу, водохозяйственный участок реки — Вятка от истока до города Киров, без реки Чепца, речной подбассейн реки — Вятка. Речной бассейн реки — Кама.
По данным геоинформационной системы водохозяйственного районирования территории РФ, подготовленной Федеральным агентством водных ресурсов:
- Код водного объекта в государственном водном реестре — 10010300212111100030559
- Код по гидрологической изученности (ГИ) — 111103055
- Код бассейна — 10.01.03.002
- Номер тома по ГИ — 11
- Выпуск по ГИ — 1